# Luís Macedo Matoso
Luís Macedo Matoso (São Paulo, 29 december 1901 - aldaar, 23 augustus 1985) was een Braziliaans voetballer, bekend onder zijn spelersnaam Feitiço.

## Geschiedenis
Hij begon zijn carrière bij Corinthians. In 1923 maakte hij de overstap naar São Bento en werd drie jaar op rij topschutter met de club en won er in 1925 het Campeonato Paulista mee. In 1927 maakte hij de overstap naar Santos FC, waar hij deel uitmaakte van het team dat in de Paulistão van 1927 maar liefst 100 keer kon scoren en dat op slechts zestien wedstrijden, een record dat nog steeds stand houdt. Ploegmaat Araken nam 31 goals voor zijn rekening. Toch won Santos niet de titel, maar het was wel het beste resultaat tot dan toe voor de club. Van 1929 tot 1931 werd Feitiço opnieuw topschutter.
Van 1932 tot 1933 speelde hij voor Corinthians en daarna maakte hij de overstap naar het Uruguayaanse Peñarol, waarmee hij in 1935 de landstitel won. Na een korte terugkeer naar Santos ging hij in 1936 voor Vasco da Gama spelen, waarmee hij het Campeonato Carioca won.
Hij speelde in 1931 een officiële interland tegen Uruguay. Hij speelde ook nog enkele wedstrijden met het nationale team, maar niet tegen clubs en geen landen.